# Eudoksja (biologia)
Eudoksja (łac. eudoxia) – stadium rozwojowe kolonijnych stułbiopławów z rzędu rurkopławów.
Stadium eudoksji powstaje w wyniku rozmnażanie bezpłciowego (pączkowania), poprzez oderwanie się kormidium, zwanego w tym przypadku eudoksomem, od reszty kolonii (kormusu). Występuje u przedstawicieli podrzędu Calyconectae. W skład eudoksji wchodzi fyllozoid, daktylozoid, cystozoid oraz gastrozoid, zaopatrzony w gonofor. Jest to stadium wolno żyjące, samodzielnie pływające i zdolne do rozmnażania płciowego.
Oznaczanie gatunków w tym stadium rozwojowym często nastręcza trudności. Największe znaczenie ma tu kształt fyllozoidu oraz układ kanałów chłonąco-trawiących w jego wnętrzu.
Nazwa stadium pochodzi od rodzaju Eudoxia z rodziny Diphyidae.